# Lang Ping
"Jenny" Lang Ping  (en xinès: 郎平; en pinyin: Láng Píng; Tianjin, 10 de desembre de 1960-) és una esportista xinesa que practica el voleibol. Entrenadora d'aquest esport.

## Biografia
Lang Ping va néixer el 10 de desembre de 1960, en Tianjin, Xina, membre de l'ètnia Han. Va ingressar a estudiar a la Universitat Normal de Pequín.
Es va traslladar als Estats Units per estudiar i treballar com a assistent de l'entrenador de voleibol de la Universitat de Nou Mèxic.
Té una filla, Lydia Bai, qui és membre de l'equip nacional juvenil dels Estats Units. Malgrat viure per més de 15 anys als Estats Units manté la seva ciutadania xinesa.
Com a esportista va ser integrant de l'equip nacional xinès de voleibol femení des dels 18 anys. Guanyadora de la medalla d'Or als Jocs Olímpics de Los Angeles 1984, Califòrnia. A més va participar en l'obtenció del campionats del món al Perú en 1982 i de dues copes de l'univers (1981 i 1985).
Va ser seleccionada com una de les jugadores més destacades del Segle XX per la Federació Internacional de Voleibol (FIVB), en 2002, considerada en el Saló de la Fama del Voleibol a Holyoke, Massachusetts.

## Premis i reconeixements
- Millors 10 Atletes xinesos de l'any, 1981-1986.
- Entrenador de l'Any de la FIVB, 1996.
- Entrenador de l'Any de Voleibol Femení a Itàlia, 1999-2000.